# M1 Garand
Cet article concerne le fusil semi-automatique. Pour la carabine, voir Carabine M1. Pour les autres armes appelées M1, voir M1. Pour les homonymes sur Garand, voir Garand (homonymie).
Le M1 Garand est un fusil semi-automatique développé aux États-Unis entre 1918 et 1932 par la Springfield Armory, sous la direction de John Garand. Adopté en 1936 par l’United States Army, puis par l’United States Marine Corps à la fin de l’année 1941, le M1 Garand est produit à 5 468 772 exemplaires entre 1937 et 1956. Il s’agit ainsi du principal fusil utilisé pendant la Seconde Guerre mondiale et la guerre de Corée par les forces armées des États-Unis, où il n’est totalement retiré du service qu’après la guerre du Golfe. Il a en outre été exporté en grande quantité, notamment à destination de la Corée du Sud, de la République du Viêt Nam, de l’Italie, de la Turquie et de la France.
Son système de rechargement par emprunt de gaz permet à l’arme de tirer en succession rapide les huit cartouches du chargeur en bloc. Cette particularité offre au fantassin américain un avantage distinctif pendant la Seconde Guerre mondiale, son équivalent allemand et japonais étant généralement armé d’un fusil à verrou permettant de délivrer un volume de feu moindre. Généralement très apprécié des troupes pour cette caractéristique ainsi que pour sa fiabilité, le M1 Garand n’est que peu critiqué, si ce n’est sur l’impossibilité de compléter un chargeur entamé lorsqu’il est inséré dans l’arme.

## Développement

### Contexte
L’armée américaine se montre intéressée par le concept de fusil semi-automatique dès le début du XXe siècle. Des armes de ce type existent déjà à l’époque, l’armée mexicaine utilisant par exemple le Mondragón M1908, un fusil semi-automatique à rechargement par emprunt de gaz conçu par SIG. Les Américains testent en 1911 le Bang M1911, un fusil d’origine danoise, mais l’arme se révèle de conception trop fragile pour supporter la puissance de la cartouche .30-06 Springfield. Les expérimentations réalisées sur le fusil de dotation d’alors, le Springfield M1903, ne donnent de leur côté naissance qu’à une variante permettant de tirer en semi-automatique, mais uniquement des cartouches de pistolet. Des essais sans suites sont également menés sur le Rychiger, un dérivé du fusil Schmidt-Rubin Modèle 1889 suisse.

### Une longue sélection

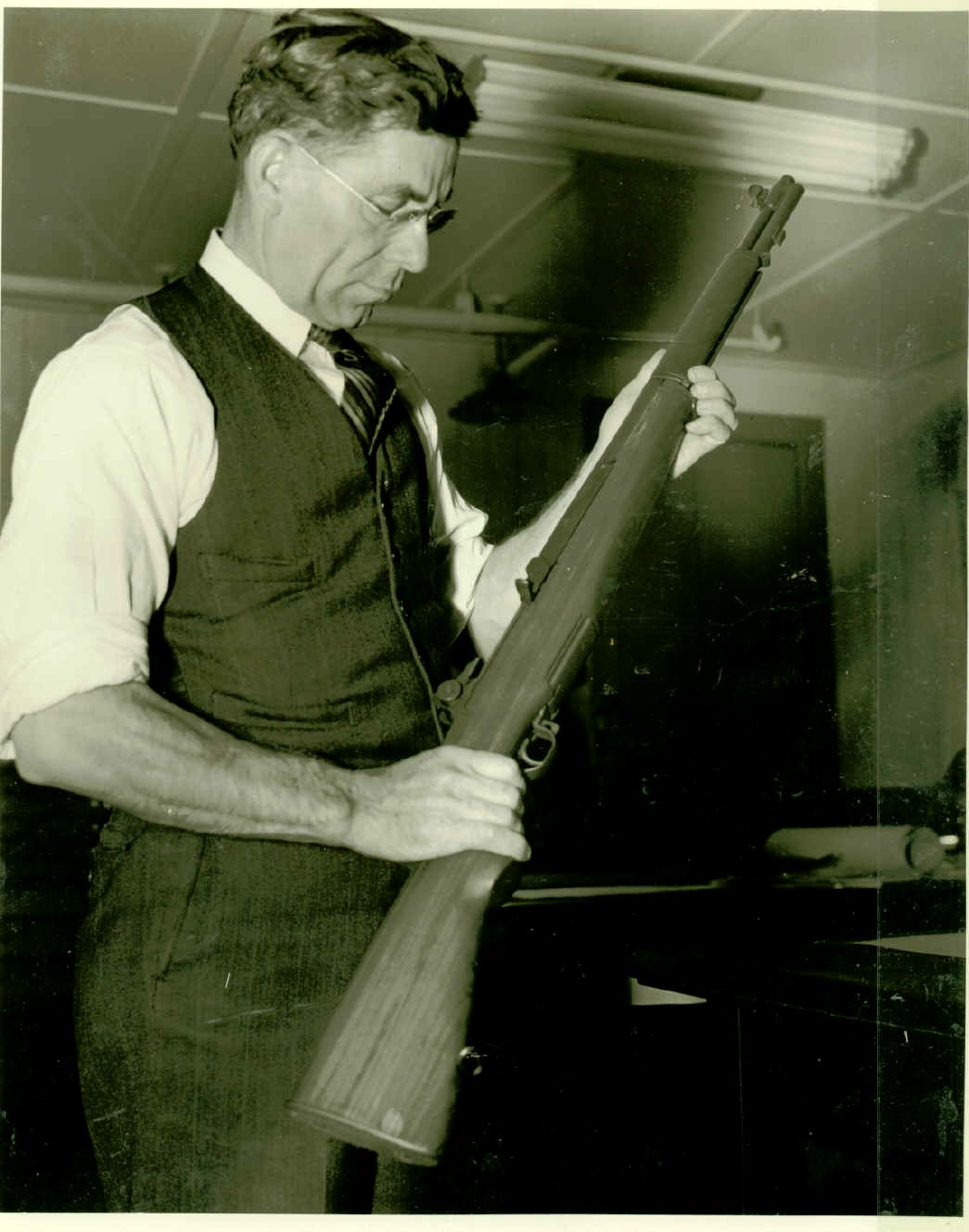
John Garand tenant un M1.

En mars 1919, John Garand, un ingénieur remarqué par l’Ordnance Committee pour la conception d’une mitrailleuse pendant la Première Guerre mondiale, est envoyé à la Springfield Armory pour mettre au point un fusil semi-automatique. Les spécifications sont établies en juillet 1919 et des essais ont lieu en mai 1920 avec plusieurs armes : un dérivé du Bang danois, le Berthier français, le Thompson Autorifle, et une proposition de Garand fonctionnant grâce au recul de l’amorce : lors du tir celle-ci fait pression sur un taquet qui à son tour pousse un vérin faisant reculer la culasse. À l’issue des essais, il est décidé de poursuivre les recherches.
Dans les années suivantes, John Garand réalise plusieurs versions intermédiaires, comme le M1921 et le M1922. Une évaluation de ce dernier et du Thompson Autorifle a lieu en 1925, mais ne donne toujours pas de résultats concluants. Les recommandations du test donnent naissance à une nouvelle version, le M1924, dont la hausse, la crosse et le canon sont modifiés. Les nouveaux essais réalisés en juin 1926 font pencher la balance en faveur du Garand, l’arme de Thompson ayant l’inconvénient majeur de nécessiter la lubrification constante des cartouches pour éviter de s’enrayer.
Dans l’intervalle émerge un nouveau concurrent, le Pederson Rifle, qui utilise une cartouche spécifique, la .276 Pederson, et se recharge avec une lame-chargeur. Ce calibre montrant des propriétés intéressantes, il est décidé de refaire un concours pour un fusil semi-automatique, mais chambré cette fois en .276. Deux modèles se distinguent parmi la dizaine de propositions : le T1 Pederson et le T3 Garand, avec avantage pour ce dernier en raison de sa conception plus simple, de son poids plus faible et de sa compatibilité avec une plus grande diversité de cartouches. Des problèmes restant à corriger sur le Garand, une nouvelle version produite sous la désignation T3E2 est une nouvelle fois testé au printemps 1931 face au Pederson, au M1903 et au BAR. Ces essais concluent à la supériorité du Garand sur ses concurrents. Le 4 janvier 1932, le comité chargé des essais recommande d’adopter le calibre .276 pour le nouveau fusil semi-automatique et de commander cent vingt-cinq exemplaires du Garand T3E2 à distribuer aux troupes pour des tests de terrain.

### Intervention de MacArthur

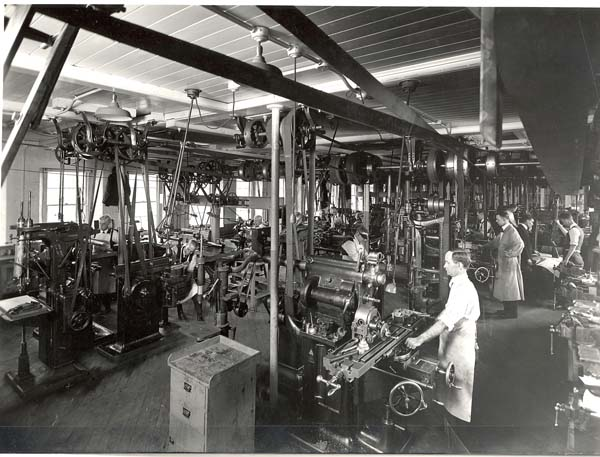
L’atelier de Garand à la Springfield Armory, où le M1 a été développé.

La décision du comité déplaît toutefois à Douglas MacArthur, chef d’état-major de l’armée. Il refuse d’approuver l’utilisation de la cartouche de .276 en invoquant le désordre que créerait dans la logistique un changement de la principale cartouche utilisée au sein des forces armées. Le travail reprend alors sur le Garand T1, chambré en 0.30, afin d’y incorporer les améliorations faites sur le T3. Le fusil résultant est testé en mars 1932 à Aberdeen avec de bons résultats. Springfield Armory est alors chargé de produire quatre-vingts exemplaires, ce qui prend deux ans du fait de la nécessité de créer d’abord les machines nécessaires. Dans l’intervalle, le Garand reçoit sa désignation officielle, « US Semiautomatic Rifle, Caliber .30, M1 ».
Les tests de terrain débutent en mai 1934, cinquante exemplaires étant remis à l’infanterie et vingt-cinq à la cavalerie. Ils s’achèvent en octobre 1935 avec l’approbation des deux branches pour remplacer le Springfield par le Garand. Celui-ci est par conséquent adopté le 9 janvier 1936, le 29e régiment d’infanterie, qui est chargé de l’instruction à Fort Benning, devant être le premier équipé.

### Problèmes initiaux
Afin de faciliter la production, Springfield Armory introduit un certain nombre de changement dans la conception d’origine, qui créent pour la plupart des problèmes de fonctionnement. Ainsi, la suppression des rampes de guidage du magasin amène l’arme à s’enrayer lorsque la septième cartouche est à droite et une modification du système de chargement l’éjection du chargeur avant qu’il ne soit vide. le retour à la conception originale règle la majorité de ces problèmes. Une évolution importante est toutefois introduite avec la modification du système de récupération des gaz.
Par ailleurs, le M1 est la cible d’articles de presse critiquant sa conception. Ceux-ci le comparent souvent au M1941 Johson, qu’ils considèrent meilleur, bien que des essais réalisés en 1938 et en 1939 aient montré que les deux armes étaient équivalentes. Afin de faire taire les critiques, le ministère de la Guerre organise le 9 mai 1940 une démonstration comparative à laquelle sont invités des officiers, des élus et des journalistes. L’essai confirme que les deux armes se valent et qu’il n’y a donc pas lieu de revenir sur l’adoption du Garand. Des essais réalisés en novembre 1940 par l’United States Marine Corps concluent en outre qu’il s’agit du meilleur fusil semi-automatique disponible, ce qui contribue également à réduire les critiques. Les Marines n’adoptent toutefois pas immédiatement le M1, supposant qu’il résistera moins bien que le M1903 aux mauvaises conditions rencontrées dans les opérations amphibies.

## Production

### Historique de production

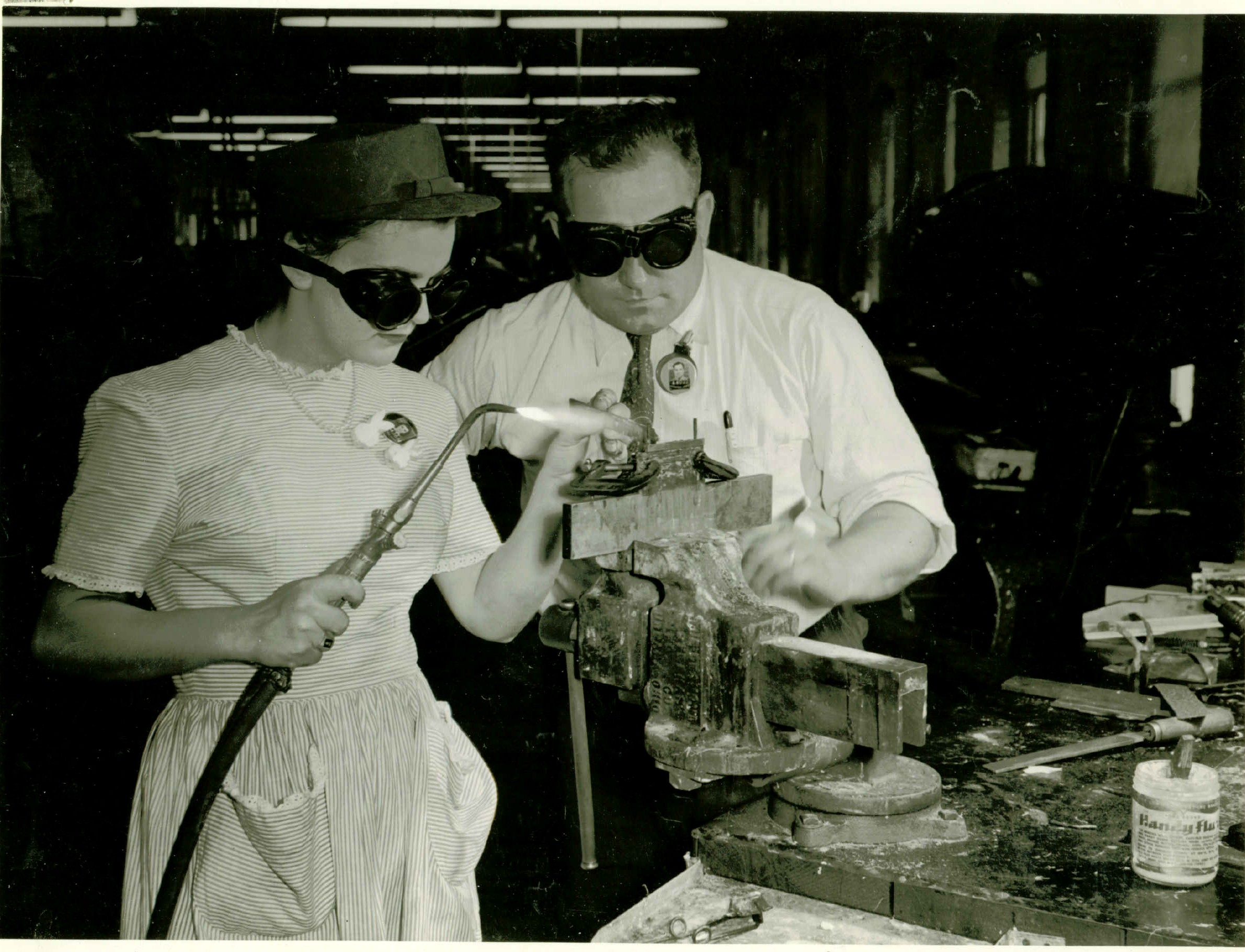
Munitionette travaillant sur la chaîne de production du M1 à la Springfield Armory.

La préproduction sur une série de quatre-vingts exemplaires débute en mars 1932 et se termine en mai 1934, cette longue durée s’expliquant par la nécessité de concevoir les machines au préalable. Lorsque le Garand est enfin adopté au début de l’année 1936, sa production de masse est ralentie du fait que l’outil de production, mis en place pendant la Première Guerre mondiale, est vieillissant et que de nombreux ouvriers qualifiés sont en train de partir à la retraite. La production ne débute ainsi qu’en septembre 1937 et est d’abord assez lente, le temps de terminer la modernisation de l’usine, qui s’achève en 1939. Afin d’accroître la production, la Winchester Repeating Arms Company reçoit une commande pour soixante-cinq mille exemplaires et commence la production en septembre 1939. 
Des améliorations sont introduites au fur et à mesure à partir de 1940 sur la chaîne de production afin d’améliorer le rendement. Certaines pièces, comme le pontet, ne sont ainsi plus réalisées par forgeage mais par matriçage. Le brochage remplace également le fraisage dès que possible, ce qui permet par exemple de produire presque huit fois plus de carcasses dans le même temps. De même, le polissage manuel des pièces cède la place à la tribofinition. La Springfield Armoury restructure en outre son département ingénierie afin de pouvoir corriger au plus vite tout problème qui serait remonté.
La production prend fin en juin 1945 chez Winchester et en septembre 1945 chez Springfield Armory. Sous l’égide du programme Clean and Repair (« nettoyer et réparer »), cette dernière récupère les M1 restitués par les soldats au fur et à mesure de leur démobilisation pour remettre à neuf ceux qui peuvent l’être. Plus de cinq cent mille M1 sont ainsi restaurés, l’intervention la plus courante étant le remplacement du canon, sujet à la corrosion. Les armes sont ensuite mises en réserve selon une procédure élaborée leur permettant de rester en parfaite condition pour une durée minimale de cinquante ans.
La production reprend pendant la guerre de Corée, d’abord chez International Harvester Corporation en juin 1951, puis à la Springfield Armory en janvier 1952 et enfin chez Harrington & Richardson Arms en avril 1952. La production s’arrête définitivement à la fin de la guerre en 1956, les efforts se concentrant sur le développement de son remplaçant, le M14, basé sur le Garand. La Springfield Armory continue de produire des pièces de rechange au moins jusqu’en mars 1967.

### Chiffres de production
Lorsque la production débute en septembre 1937, elle est de dix unités par jour. Elle n’est encore que de vingt par jour en mars 1938, avant que les événements européens n’incitent à redoubler d’effort, la faisant passer à quatre-vingts en juillet 1939 puis atteindre deux cents en janvier 1940. Au 31 décembre 1941, un peu plus de cent mille exemplaires ont été produits, assez loin de la cible de production fixée à cette date à cent cinquante-six mille. Le pic de production est atteint en 1944 avec un total de 1 334 602 exemplaires produits tous fabricants confondus. Le nombre total de M1 produit de 1934 à l’arrêt de la production en 1946 est de 3 526 922 pour Springfield Armory et 513 880 pour Winchester soit un grand total de 4 040 802 M1. Entre 1952 et 1956, la production est de 661 747 exemplaires pour Springfield Armory, 337 623 pour International Harvester et 428 600 pour Harrington & Richardson, soit un total de 1 427 970 exemplaires sur cette période. La production totale entre 1937 et 1956 est ainsi de 5 468 772 exemplaires.
Le coût de production se réduit progressivement avec la mise en place de la production de masse puis l’amélioration de la chaîne. Ainsi les versions expérimentales coûtent 2 351,56 $ l’unité pour le T3E2 et 1 831 $ pour le T1E2. En début de production, le M1 coûte ensuite 64 $ l’unité, chiffre qui descend à 26,60 $ en 1943 puis 23,27 $ en 1944.

## Histoire opérationnelle

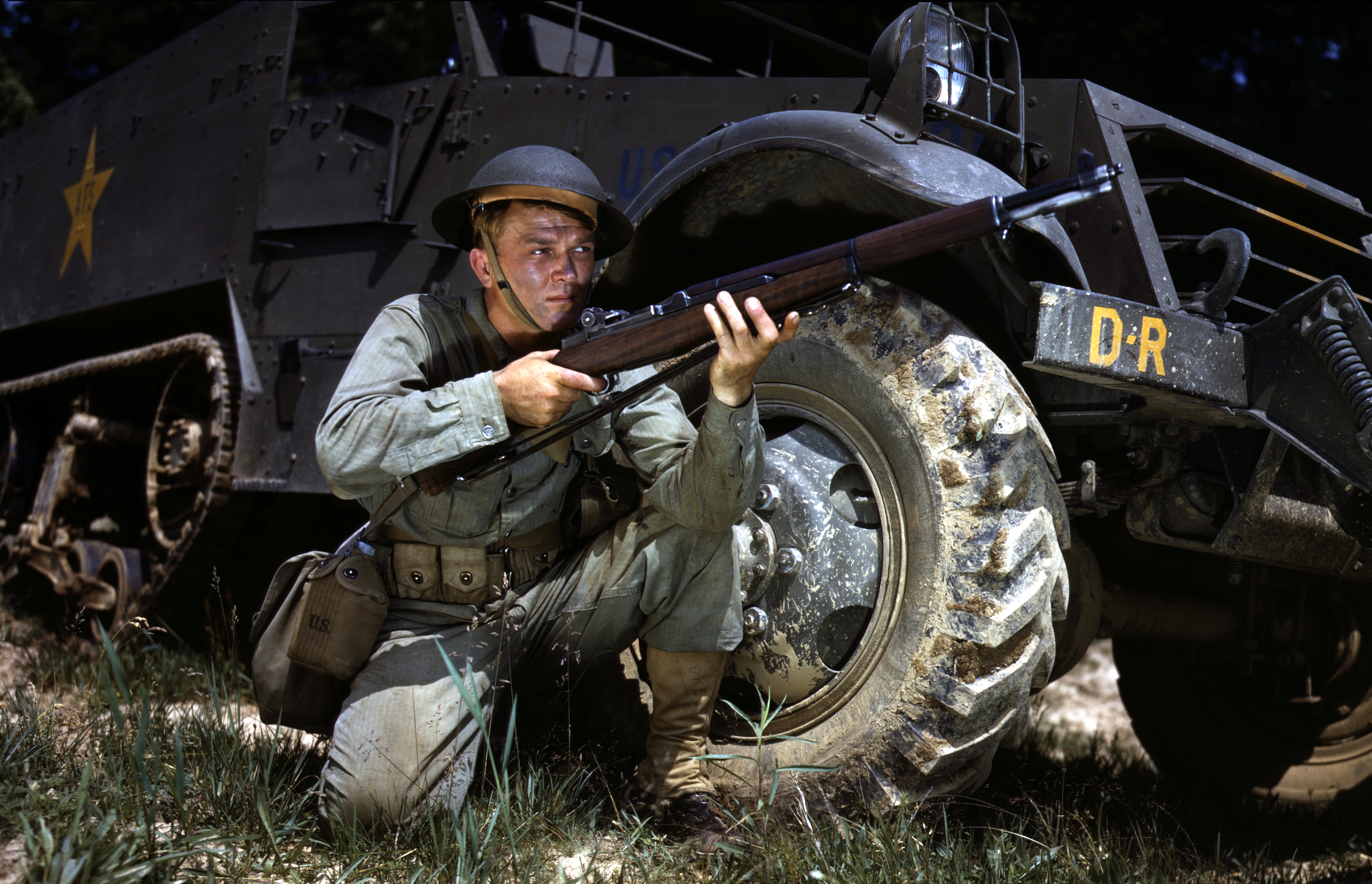
Fantassin américain à l’entraînement, 1942.

Les premiers retours du terrain sont particulièrement positifs. Les soldats américains testant l’arme notent qu’ils peuvent tirer plus rapidement, avec davantage de précision et en se fatiguant moins qu’avec le Springfield. L’accroissement de la puissance de feu d’un fantassin est ainsi évalué à deux fois et demi. La première utilisation au combat a lieu en décembre 1941 sur le théâtre Pacifique. La bataille de Guadalcanal, à laquelle participent des fantassins de l’US Army armée de Garand et des Marines utilisant encore le Springfield, montre la nette supériorité du premier sur le second, Le M1 n’étant en outre pas autant affecté par le sable et l’eau de mer qu’il avait été craint avant la guerre. La première utilisation contre l’Allemagne a lieu pendant l’opération Torch en novembre 1942 et là aussi la fiabilité du M1 reste satisfaisante, malgré le sable, du moment que l’entretien est correctement assuré.
En juillet 1943, la distribution réglementaire du Garand dans une division d’infanterie américaine de 13 688 hommes est de 6 761. Il se retrouve également dans la plupart des autres formations, mais souvent en moindres quantités que la carabine M1. De manière générale, l’usage dans l’armée américaine pendant la Seconde Guerre mondiale est de donner le Garand aux fantassins des unités combattantes, tandis que la carabine est plutôt destinée aux unités de soutien ou qui ont des contraintes d’encombrement, comme l’infanterie mécanisée, de montagne ou parachutiste.
L’armée américaine utilise également l’arme pendant la guerre de Corée, durant apparaissent les versions pour sniper. L’arme reste appréciée des soldats pendant ce conflit, notamment en raison de sa fiabilité en dépit des conditions difficiles. L’arme reste en service dans certaines unités de la garde nationale et sur certains navires de l’US Navy jusque dans les années 1970-1980 et la variante M1D est encore utilisée pendant la guerre du Viêt Nam et la guerre du Golfe.

## Exportations

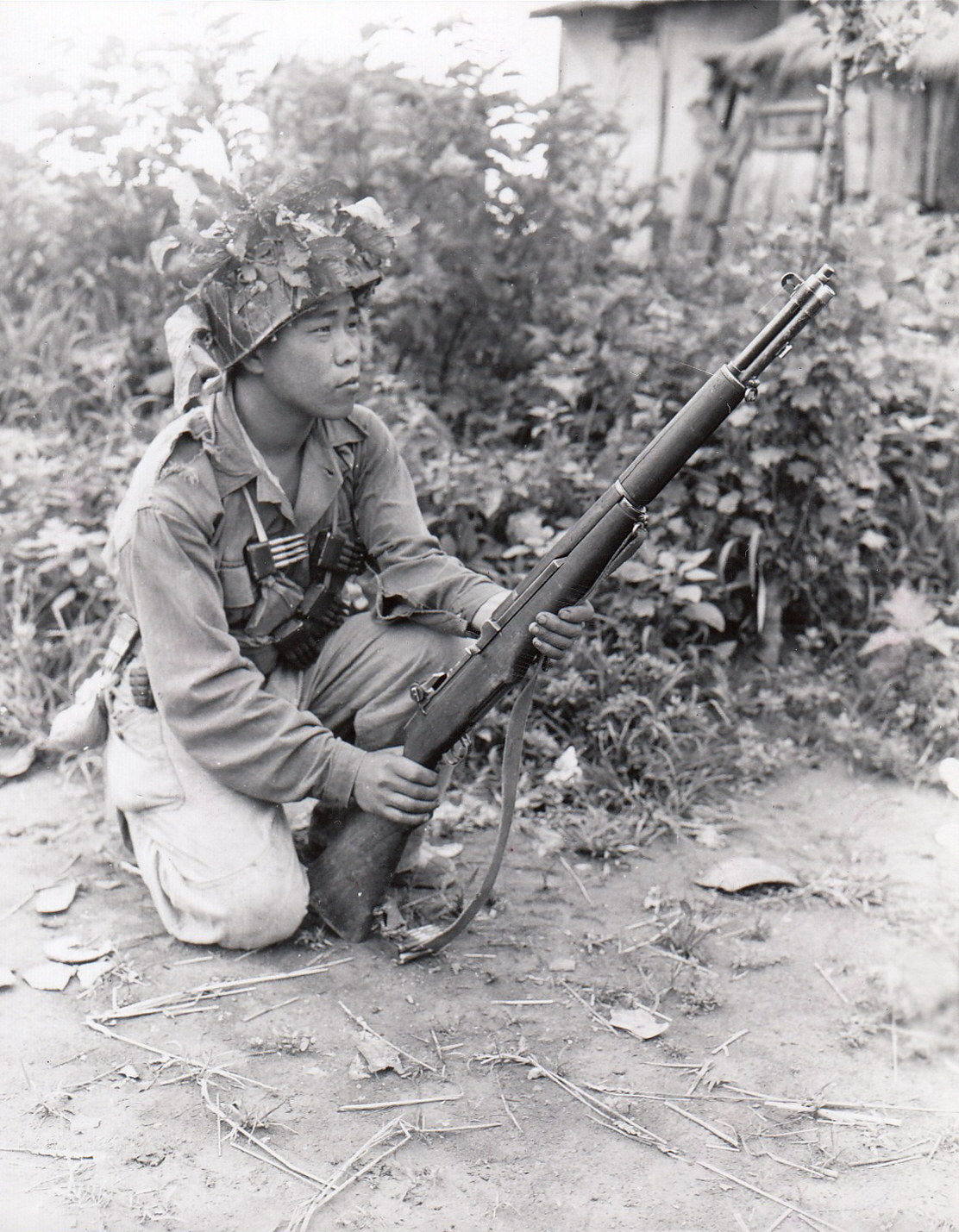
Soldat sud-coréen armé d’un Garand, 1950.

Pendant la Seconde Guerre mondiale, le Garand est fourni aux Alliés dans le cadre du prêt-bail. Le Royaume-Uni en reçoit ainsi 38 000 entre mars 1941 et juin 1942. Une partie de ces fusils est attribuée à la Home Guard, mais beaucoup restent en réserve pendant toute la guerre. Ainsi, 18 000 exemplaires sont restitués aux États-Unis à la fin des années 1950. Ceux-ci alimentent en partie sur le marché civil, tandis que 10 000 sont revendus à Fulgencio Batista pour équiper ses troupes contre la guérilla de Fidel Castro. D’autres Garand finissent entre les mains de l’IRA et sont utilisés contre les Britanniques.
Le même procédé se répète pour les conflits suivant, 300 000 exemplaires étant fourni à l’armée sud-coréenne pendant la guerre de Corée et 220 300 M1 et 520 M1D à l’armée de la République du Viêt Nam pendant la guerre du Viêt Nam.
Le Garand a en outre été copié ou servi d’inspiration dans plusieurs autres pays. Le Japon a conçu pendant la Seconde Guerre mondiale une copie du M1 chambrée en 7,7 × 58 mm Arisaka, produite à environ 125 exemplaires. En Italie, Beretta produit après la guerre le Garand sous licence, mais également le BM-59, très fortement inspiré du Garand, en service dans l’armée italienne jusqu’en 1997 et exporté dans de nombreux pays.

## Caractéristiques

### Disposition générale
À la différence du Springfield et des autres modèles de fusils à verrou, le Garand est utilisable presque aussi bien par un tireur gaucher que droitier.

### Mécanisme
Le système de rechargement du M1 est basé sur le principe de l’emprunt de gaz. À l’origine, le principe utilisé est celui du piégeage des gaz (gas trap) : celui-ci récupère les gaz de combustion en sortie de bouche et les utilise pour pousser un piston actionnant le système de rechargement. Néanmoins ce système pose plusieurs problèmes, notamment de fiabilité. Il est par conséquent remplacé par un système, dit Spline Type, récupérant les gaz directement dans le canon par l’intermédiaire d’un évent usiné dans la partie inférieure du canon, dans le creux d’une rainure. Ce système implique toutefois un canon plus long et par conséquent un poids plus important. Presque tous les M1 produits avec le système d’origine ont été mis à niveau par la suite avec le nouveau système, de sorte qu’il n’en subsiste qu’une vingtaine d’exemplaires connus.
Le rechargement s’effectue en insérant le chargeur par le dessus et en le poussant en position avec le pouce. Il est courant lors de cette étape que les tireurs inexpérimentés se blessent, la culasse se fermant sitôt le chargeur totalement inséré et pouvant ainsi coincer le doigt si le levier d’armement n’est pas maintenu en arrière. Lorsque le chargeur est vide, il est automatiquement éjecté, opération qui produit un son métallique caractéristique. Certains témoignages critiquent ce son comme étant un signal indiquant à l’adversaire que l’arme est vide, mais d’autres considèrent qu’il s’agit d’une exagération, le bruit étant imperceptible par dessus le vacarme du champ de bataille.
L’autre inconvénient très critiqué est qu’il n’est pas possible de compléter un chargeur inséré. En revanche, il est possible de retirer un chargeur complet ou partiellement vide, bien que les soldats préfèrent souvent simplement tirer les cartouches restantes d’un chargeur entamé afin de pouvoir en insérer un complet.
Un dispositif permettant d’actionner la queue de détente par un levier déporté en dehors du pontet est introduit à partir de janvier 1953. Celui-ci permet d’utiliser l’arme avec des moufles ou des gants épais, mais a l’inconvénient de rendre l’arme dangereuse du fait qu’elle neutralise la sécurité apportée par le pontet.

### Munitions

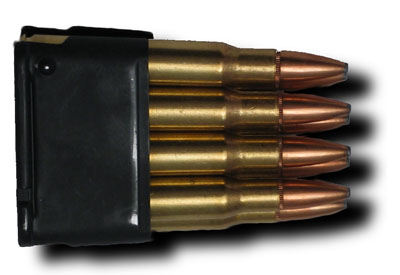
Chargeur en bloc du M1 Garand.

Le Garand utilise la cartouche de .30-06 Springfield, déclinée en plusieurs variantes. À l’origine la balle utilisée est la M1 de 172 grains (11,15 g). Celle-ci a une vitesse en sortie de bouche de 800 m/s, mais aussi une portée pouvant atteindre 4 500 m, ce qui est considéré excessif et pose des problèmes pour l’entraînement. Elle est ainsi remplacée par la balle M2 de 150 gr (9,72 g), qui conserve la même vitesse, mais avec une portée réduite à 3 200 m.
Après le début de la Seconde Guerre mondiale, les munitions distribuées sont essentiellement des balles perforantes reconnaissables à leur pointe noire. D’autres balles sont utilisées en moindre proportion : incendiaire (pointe bleu clair), perforante-incendiaire (pointe argentée), traçante (pointe rouge ou orange) et M1906, utilisée par les sentinelles (pointe incolore). D’autres munitions sont encore utilisées à l’entraînement, notamment la M1909, une cartouche à blanc et une cartouche inerte servant à enseigner la manipulation de l’arme.
Les munitions sont conditionnées dans un chargeur en bloc de huit cartouches disposées en deux rangées de quatre. Au combat, les chargeurs sont transportés dans le ceinturon cartouchière M1923, qui comporte dix poches pouvant contenir chacune un chargeur, soit un total de quatre-vingts cartouches. Cette cartouchière, produite en kaki et vert olive, ainsi qu’en bleu pour la Navy, est également compatible avec les lames chargeurs du Springfield.

### Armement secondaire

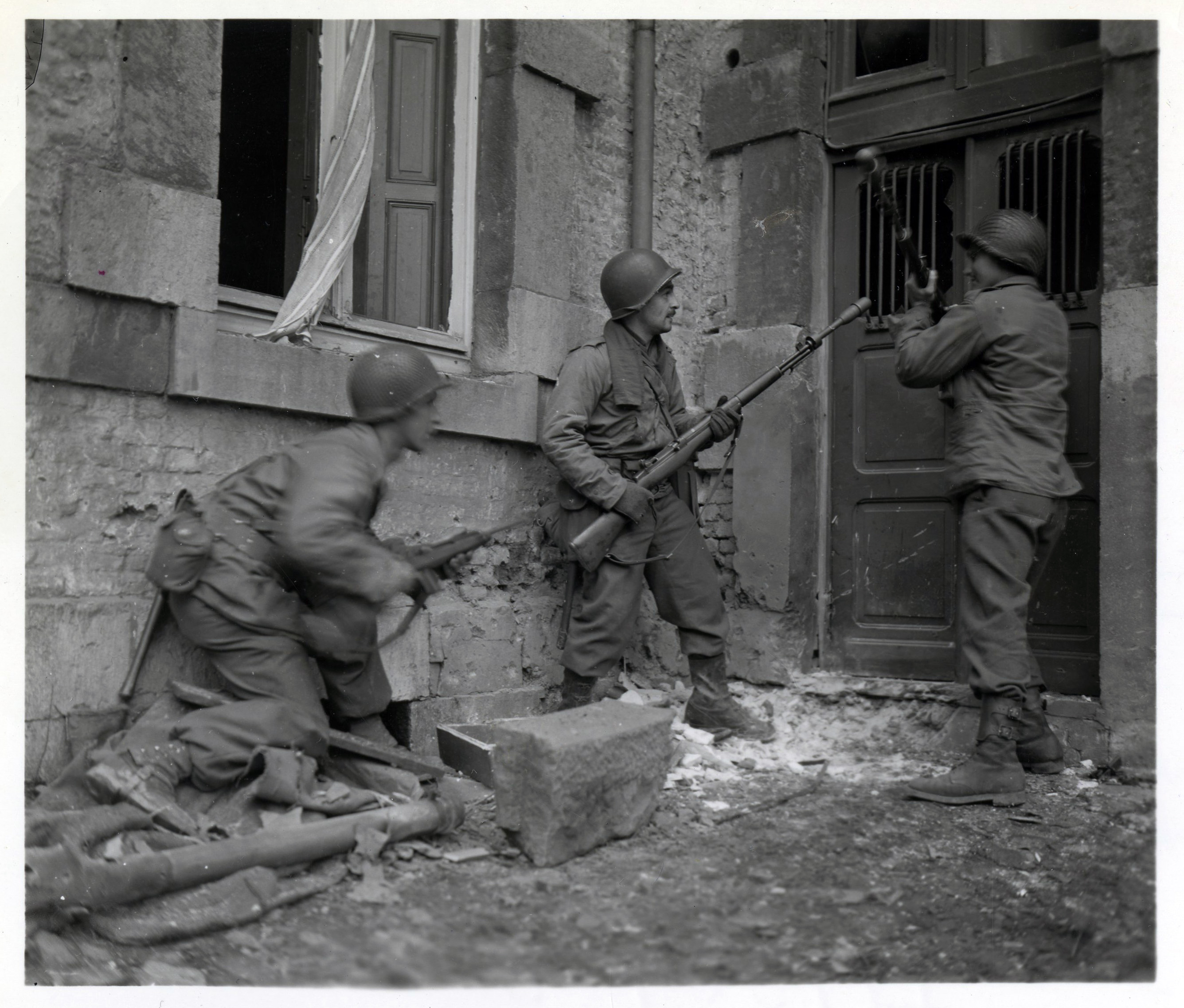
Fusils M1 Garand utilisés avec le lance-grenades M7, Stavelot, 24 décembre 1944.

En début de production, la baïonnette utilisée sur le Garand reste la M1905 de la Première Guerre mondiale avec sa longue lame de 16 pouces (40,64 cm). Au début de la Seconde Guerre mondiale, elle évolue un peu avec le remplacement de la poignée en bois par une poignée en plastique et du fourreau M1910 en tissu par le fourreau M3, lui aussi en plastique. Elle est progressivement remplacée à partir d’avril 1943 par la baïonnette M3, de forme similaire mais d’une longueur de seulement 10 pouces (25,4 cm). Un fourreau correspondant, le M7, est mis en circulation en même temps. Un nouveau modèle encore plus court, la baïonnette M5A1 de 6,75 pouces (17,145 cm) est mis en service après la guerre avec le fourreau M8.
Le lance-grenades M7 est introduit le 11 février 1943. Il permet de tirer des grenades à fusil à l’aide de cartouches à blanc spéciales M3 et M7. La version initiale empêche toutefois le tir semi-automatique lorsqu’elle est installée, même si aucune grenade n’est emmanchée dans le canon. Cet inconvénient entraîne son remplacement en juillet 1945 par le M7A1, sur lequel le problème est corrigé. Des versions encore améliorées, M7A2 et M7A3, sont encore produites ultérieurement. Un viseur spécial, le M15, est également fourni à partir de mars 1944. À la date d’août 1944, 795 699 M7 ont été produits.

### Accessoires
Le Garand conserve en début de production la bretelle M1907 en cuir du Springfield. Celle-ci est ultérieurement remplacée par la bretelle M1 en tissu tressé. Cette bretelle est également utilisée sur les autres fusils de l’armée américaine et sa production se poursuit après la l’arrêt de celle du Garand. Il existe également un étui en cuir, initialement prévu pour être accroché à la selle des cavaliers, mais finalement utilisé sur les jeeps et les motocyclettes du fait de la motorisation de l’armée.

## Variantes

### M1C et M1D

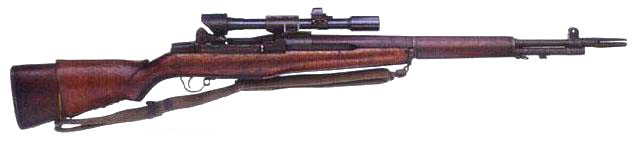
M1D

La possibilité de faire un fusil de précision sur la base du Garand est envisagée dès le début de la Seconde Guerre mondiale, mais l’opération est rendue complexe par le chargement par le haut, qui empêche le montage d’une lunette classique. Une monture spéciale est alors conçue par Griffin & Howes pour monter de manière déportée une lunette M81 ou M82. L’arme résultante, le M1C, est adoptée le 27 juillet 1944. Elle comporte également un appui-joue en cuir et un cache-flamme conique M2, qui réduit de 90 % le flash, en affectant toutefois la précision. Le M1D, une variante du M1C avec des changements mineurs, est introduit en septembre 1944.
Le M1C a été produit à 7 971 exemplaires pendant la Seconde Guerre mondiale. Le M1D a été essentiellement fabriqué dans les années 1950 et 1960 en convertissant 14 325 M1 existants. Aucun des deux n’a vraiment été employé pendant la Seconde Guerre mondiale, le M1C a été utilisé pendant la guerre de Corée et le M1D essentiellement pendant la Guerre du Viêt Nam, notamment au sein des forces spéciales. L’United States Marine Corps adopte en 1952 une variante du M1C, le M1C 1952, qui ne se distingue que par une lunette différente.

### National Match M1
Le National Match M1 est une version spécialement produite à partir de 1953 par la Springfield Armory à la demande de l’Ordnance Department pour les compétitions de tir de l’US National Match. Ce modèle est modifié de sorte à le rendre le plus précis possible sans enfreindre le règlement de la compétition, qui restreint les modifications possibles. Les principales différences sont le montage du tube de récupération des gaz de sorte qu’il ne soit pas en contact avec le canon et un nouveau guidon. Le fusil fait également l’objet d’un réglage précis, dont les modèles de série ne bénéficient pas. Environ 40 000 exemplaires ont été produits entre 1953 et 1963, une partie étant des conversions de fusils déjà produits.

### US Rifle Navy Mk 2
L’US Rifle, Navy, Mk 2 est une variante du M1 chambrée en 7,62 × 51 mm OTAN réalisée pour l’US Navy après que cette cartouche soit devenue standard dans les forces armées américaines et celle de .30-06 Springfield abandonnée. Les premiers exemplaires, Mod 0, sont produits par modification du canon. Cette pratique est rapidement abandonnée au profit du remplacement complet du canon. Environ 30 000 exemplaires du Mod 1 ont été produits entre 1965 et 1966, les derniers n’étant retirés du service qu’au début des années 1990.

### Série E
La série E est un ensemble de modèles expérimentaux principalement orientés vers la conversion du M1 en carabine pour les troupes aéroportées et les combats dans la jungle. Tous ces modèles sont semi-automatiques et conservent le chargeur de huit cartouches. Aucun n’est entré en production, le raccourcissement du canon ayant pour effet de générer un souffle difficilement supportable par le tireur.

### Série T
La série T est un ensemble de prototypes expérimentant diverses améliorations, notamment l’agrandissement du magasin et la possibilité de faire du M1 un fusil d’assaut. Le T20E2 dispose ainsi de cette capacité, couplée au magasin de vingt cartouches du BAR. Alors que le T20E2 est sur le point d’entrer en production, la capitulation du Japon entraîne l’annulation du projet.

### Variantes civiles
Un grand nombre de variantes du Garand ont été crées pour le marché civil, généralement à partir de M1 de surplus modifiés. Le Tanker Garand est ainsi une variante avec un canon de 18 pouces (45,72 cm) produit par Springfield Armory Inc. La même entreprise produit également des versions commémoratives.

### Liste des utilisateurs
| Pays                   | Nombre                                              | Observations |
| ---------------------- | --------------------------------------------------- | ------------ |
| Corée du Sud           | 300 000                                             |              |
| France                 | 232 500                                             |              |
| Grèce                  | 186 090 M1 + 1 880 M1D                              |              |
| Iran                   | 165 490                                             |              |
| Italie                 | 232 000 + 100 000 produits sous licence par Beretta |              |
| Pakistan               | environ 150 000                                     |              |
| Thaïlande              | 460 M1D                                             |              |
| Turquie                | 312 430                                             |              |
| République du Viêt Nam | 220 300 M1 + 520 M1D                                |              |